# هرمان ارلیش
هرمان ارلیش (انگلیسی: Herman Ehrlich; ۹ اوت ۱۸۳۶ – ۲۳ اکتبر ۱۸۹۵) معمار اهل کرواسی بود.